# 地獄のヒーロー
『地獄のヒーロー』（Missing in Action）は、1984年のアメリカ映画。アクション映画。原題の Missing in Action とは軍隊用語で「作戦行動中行方不明」または「戦闘中行方不明」を表し、MIA とも略される。『地獄のヒーロー』シリーズの第1作である。

## ストーリー
ベトナム戦争の“英雄”ジェームズ・ブラドック大佐は、7年間もの間、北ベトナムの捕虜収容所に抑留されていた。脱出に成功した彼は、10年後、ベトナムへ向かう“戦闘中行方不明兵士”に対する米政府調査チームに同行する。
ホーチミン市において、米上院議員を含む政府調査チームとベトナム政府との会談が持たれるが、ブラドックから提出された米兵士の解放要求は、ベトナム政府から事実無根であると退けられる。更にベトナム政府は捕虜の存在を認めないばかりか、逆にブラドックを戦争犯罪人として訴える用意があるとの見解を示すのだった。
政府間交渉での解決は困難とみたブラドックは、単独で捕虜救出を行うことを決意。タイに赴き、武器商人を営む軍人時代の友人から武器や軍用ボートを調達し、ベトナムのジャングルの奥深くへと単身、救出任務を開始する。

## 解説

### 製作決定と公開までの経緯
公開第一週での興行成績は$6,101,000を上げ、ボックスオフィス・チャート初登場一位を記録。当時としては記録的な大ヒットで、チャック・ノリスの人気を決定的にした。また、その後も多くのチャック・ノリス主演作を製作することになる、キャノン・フィルムの初主演作でもあり、彼の看板シリーズとなった。
当初は続編にあたる『地獄のヒーロー2』（1985年）が本来シリーズの一本目であり、逆に本作が続編として製作されていた。物語の時系列的にも、ブラドックの捕虜収容所からの脱出劇をプロットとする『地獄のヒーロー2』が本作以前に位置している。公開順の変更は、メナハム・ゴーランのプロデューサー判断で行われた。
この公開順番の変更の名残りはクレジットにも認めることができる。一本目に予定されていた『地獄のヒーロー2』のオリジナル脚本を担当した、スティーブ・ビングがキャラクター原案としてクレジットされ、スティーブ・ビングの脚本をチャック・ノリスに持ち込み、企画実現に奔走『地獄のヒーロー2』の監督を担当したランス・フールが原案・製作総指揮としてクレジットされている。
キャスティングの特徴としては『ブレードランナー』（1982年）出演の役者陣の登用が目立った。
『ブレードランナー』で眼球製作者のハンニバル・チュウ役のジェームズ・ホンがトラウ将軍にキャストされ、ブラドックの相棒タック役にも、『ブレードランナー』のセバスチャンを演じたウィリアム・サンダーソンにオファーが出されていたが、彼が断った為に、同じ『ブレードランナー』でブライアント署長を演じたM・エメット・ウォルシュに決定した。

### ランボーとの関係
シルヴェスター・スタローン主演、ジョージ・P・コスマトス監督による『ランボー/怒りの脱出』（1985年）の前年の公開にもかかわらず、類するプロットから、『ランボー/怒りの脱出』の亜流作品との見方が多く見受けられる。日本においては、米国の事情や公開年度も知らない無知故の根拠のない印象論が殆どを占めるが、米国では『ランボー/怒りの脱出』の熱心なファンから盗作であるという具体的な批判まで起きた。その場合、「『ランボー/怒りの脱出』の脚本は、ジェームス・キャメロンによって1983年に書かれていた」という、ある映画批評家による記事が“ランボー派”の根拠として取り上げられてきた。そして、そのキャメロンの脚本に、キャノンの責任者メナハム・ゴーランがインスパイアされ製作した映画が『地獄のヒーロー』であり、著作権侵害をかわす手立てとして、本来一本目に予定されていた(『ランボー/怒りの脱出』とは異なるプロットである)『地獄のヒーロー2』と同時に二本撮りされ、公開順を入れ替えることで『ランボー/怒りの脱出』よりも6ヶ月も早く公開された。というものである。
エクスプロイテーション映画で多く見られる常套手段であり、事実であったとしても何ら驚くべきことではない。しかも、この説は、キャメロンによって先行して書かれていたという“MIA救出”というプロットも決してオリジナルではなく、更に先行作品が存在するという点を大きく見落としている。キャメロンが脚本を執筆したとする年と同年に公開されていた、テッド・コッチェフ監督、ジョン・ミリアス製作による ジーン・ハックマン主演の『地獄の7人』（1983年）である。さらにその前年、J.C.ポロックによるMIA救出を題材にした小説『ミッションMIA』が存在する。

## チャック・ノリスの自叙伝による述懐
チャック・ノリスの自叙伝によれば、ベトナム戦争で戦死した弟ウィーランドに捧げる映画を作りたいと以前から切望していた彼のもとに、ランス・フールによって『地獄のヒーロー2』の脚本が持ち込まれた。悲壮を極めたベトナム戦争によって行方不明になったままの2000人もの米軍兵士のためにも、ぜひこの映画を作りたいとの意で、ランスとチャックの2人は熱心に映画会社を口説いて回ったが、ハリウッドの誰もがそんな脚本に関心を示さなかった。
1980年代初頭の時代背景と言えば、イランで1年以上も拘束されているアメリカ市民のニュースがトップ扱いであった。その後、ロナルド・レーガンの大統領就任により拘束されていたアメリカ市民が解放されたことで、国民の気分は高揚していたにもかかわらず、アメリカ兵士が外国で囚われるような映画はもう誰も観たくないであろう。それが当時のハリウッドの主流の考え方であったという。
チャックは諦めずに映画会社を回り、この映画はベトナムで戦った兵士を讃えるだけではなく、興行的にも大成功間違いなしだと説得した。ようやくキャノン・フィルムが映画製作に同意した。
チャックは完成した映画の反響を確認するため、ハリウッドの試写会ではなく、一般の映画館の公開初日に『地獄のヒーロー』を観に行った。いつものように彼は、プロの評論家の意見よりも観客の反応が知りたかったからである。ブラドックがクライマックスで、いまだに米兵たちがベトナムで捕らえられていることを証明した時、観客全員が総立ちで拍手喝采した。その歓声を聞いてチャックは、自分たちがそれまでに映画に注いだ努力が報われるような思いがした。
『地獄のヒーロー』は、公開1週目で600万ドルの興行成績を叩き出し、当時としては記録的な大ヒット作となった。また、チャックのそれまでの主演作と違い、好意的な映画評が多数書かれた。しかしチャックにとっての最高の賛辞は、ベトナム帰還兵の父を持つある女性の言葉だった。「父が泣いたのを生まれて初めて見ました」
チャックは、ベトナムで死んだ弟ウィーランドと、その他数多くのベトナム戦死者の霊を慰めることができたのなら本当に嬉しいと思った。と綴っている。

## M・エメット・ウォルシュの証言
『メイキング・オブ・ブレードランナー』（1997年、ポール・M. サモン著）に記載されているM・エメット・ウォルシュのインタビューによれば、メナハム・ゴーランの経済性を優先する余りの早撮りの指示に対し揶揄するコメントがある。
『ブレードランナー』は、リドリー・スコットの撮影への拘りから、4ヵ月も撮影が超過、予算が500万ドルをもオーバーしたことで完成保証人の現場介入を招き、シークエンスの簡素化や部分によっては丸ごと削ることさえ余儀なくされたという。その混乱に対しエメットは次のように述べている。
「今でも友人には、『ブレードランナー』の仕事はまるでキャノンの仕事をしているようだったと話すんだ」「（キャノンを）経営していたのは、メナハム・ゴーランとヨーラン・グローバスという2人組だったが、予算が厳しくなると脚本のページを破り捨てて、『次のページを撮ろう！』と叫ぶんだ」

## ブレイク作となったスタッフ・キャストのその後

### チャック・ノリス
本作を皮切りに多くのアクション映画に主演し、1980年代のコマンドヒーローブームを、シルヴェスター・スタローン、アーノルド・シュワルツェネッガーと共に牽引した。そして1990年代に世界的なロングランヒットとなったトップショー『炎のテキサス・レンジャー』（1993年 - 2001年）の主演、そして、2000年代以降のポップカルチャーのカルトアイコンとしての不動たる地位の原点となった。チャック・ノリス・ファクトの熱狂的とも呼ばれるブームによる彼の年収は、現在1500万ドルにも上る。

### ジャン＝クロード・ヴァン・ダム
ジャン＝クロード・ヴァン・ダムは無名時代に本作でスタントマンを務めている（エンドロールのクレジットでも確認ができる）。これが縁となり、空手家出身の映画スターの先駆者であるチャック・ノリスのスパーリングパートナー、また当時のチャックの妻が経営するレストランの用心棒兼ウエイターとなる。そしてレストランに訪れたキャノンの総帥メナハム・ゴーランに強烈な売り込み（ゴーランの目の前でバック転や股割りを見せる）をかけ、これに驚嘆したゴーランは彼に『ブラッド・スポーツ』（1987年）という初主演作を与えた。

### ジョセフ・ジトー
公開順は先になるが、ランス・フールの後を受け監督に抜擢される。それまでの代表作は、『ローズマリー』（1981年）や『13日の金曜日・完結編』 (1984年) というスラッシャームービーであったが、本作のヒットを転機に多くのアクション映画を手掛けることとなる。以後、チャック・ノリス主演の『地獄のコマンド』 (1985年） 、ドルフ・ラングレンの代表作となる『レッド・スコルピオン』（1989年）などを監督する。
チャック・ノリスとジョセフ・ジトーのコンビによるアクション映画の興行的成功が、映画業界にもたらした影響は大きく、1990年代初頭までのアクション映画が踏襲する原型を作った。それは武道家出身の主演俳優とスラッシャームービーの監督によるアクション映画というヒット作の法則である。ワーナー時代のスティーヴン・セガール主演作は、オライオンによるチャック・ノリス主演作の型をそのまま踏襲し成功を収めたのは一目瞭然である。
キャノン製作による『地獄のヒーロー』の翌年に公開された、オライオン製作のチャック・ノリス主演作『野獣捜査線』 (1985年）の監督、アンドリュー・デイヴィスもジョセフ・ジトーと同様に前作は『ファイナル・テラー』 (1981年）というスラッシャームービーであった。
これを踏襲した結果が、スティーヴン・セガールのデビュー作『刑事ニコ/法の死角』 (1988年）であり、『沈黙の戦艦』 (1992年）である。ともに『野獣捜査線』のアンドリュー・デイヴィスが監督を担当した。セガール主演3作目の『死の標的』（1990年）の監督ドワイト・H・リトルもそれまで、『ハロウィン4 ブギーマン復活』(1988年）『オペラ座の怪人』（1989年）を代表作に持つスラッシャームービーの監督である。
『レッド・スコルピオン』を製作したジャック・エイブラモフも『地獄のヒーロー』の成功を強く意識し、ジョセフ・ジトーを監督に登用したとのコメントを残している。

### アーロン・ノリス
『地獄のヒーロー』2作品ともにスタントコーディネーターとして作品を支え、シリーズ3作目の『ブラドック/地獄のヒーロー3』（1988年）にて監督に昇進する。以後も多くの作品で製作、監督、出演をこなし、実兄チャック・ノリスと共に製作総指揮を担当した『炎のテキサス・レンジャー』の成功により映画製作者として確固たる地位を築く。『炎のテキサス・レンジャー リターンズ』（2005年）では監督も務めた。アシュビル・アクションフェスト映画祭（2010年）においても企画・プロデューサーの大役を果たす。

### ランス・フール
本作の実績により以後もコンスタントに作品を発表し続けている。パトリック・スウェイジ主演『スティール・ドーン/太陽の戦士』（1987年）、トム・ベレンジャー主演『ワン・マンズ・ヒーロー』（1998年）と製作・監督作がある。『スティール・ドーン』以降は主に製作に専念、製作総指揮に当たった作品は、クリストファー・ランバート、マリオ・ヴァン・ピーブルズ共演の『ガンメン』（1993年）、ケヴィン・ベーコン主演『アフリカン・ダンク』（1993年）、『わんぱくフリッパー』の劇場リメイク『フリッパー』（1996年）、デンゼル・ワシントン主演、トニー・スコット監督『マイ・ボディガード』（2004年）ほか多数。製作作品に、ポール・ホーガン主演『クロコダイル・ダンディー in L.A.』（2001年）がある。

### スティーブ・ビング
『地獄のヒーロー』で華々しくデビューを飾った後も、シルヴェスター・スタローン主演『追撃者』（2000年）の製作総指揮、ジェリー・ブラッカイマー製作の『カンガルー・ジャック』（2003年）では原案・脚本を務め。オーウェン・ウィルソン、モーガン・フリーマン共演の『ビッグ・バウンス』（2004年）、マーティン・スコセッシ監督、ザ・ローリング・ストーンズ出演のライブ・ドキュメンタリー『ザ・ローリング・ストーンズ シャイン・ア・ライト』（2008年）では製作を担当。
不動産王で億万長者のエリザベス・ハーレイの元恋人としても知られ、投資家としても大胆な投資を行い、ロバート・ゼメキス監督の大作『ポーラー・エクスプレス』（2004年）の総予算の50%である8000万ドルをカバーし話題となる（興行収入は全世界で3億ドルを突破した）。また祖父はロサンゼルス・カウンティ美術館館長、父はスタンフォード大学の理事を務めており、スタンフォード大学には彼の家族を命名したライブラリーがある。

## スタッフ
- 製作： メナハム・ゴーラン、ヨーラン・グローバス
- 製作総指揮： ランス・フール
- 監督： ジョセフ・ジトー
- ストーリー原案： ランス・フール、ジョン・クロウザー
- キャラクター原案： スティーヴ・ビング、アーサー・シルヴァー、ラリー・レヴィンソン
- 脚本： ジェームス・ブルーナー
- 音楽： ジェイ・チャタウェイ

## 出演
| 役名                           | 俳優                     | 日本語吹替   |
| 役名                           | 俳優                     | テレビ東京版 |
| ------------------------------ | ------------------------ | ------------ |
| ジェームス・ブラドック大佐     | チャック・ノリス         | 森川公也     |
| ジャック・タッカー             | M・エメット・ウォルシュ  | 神山卓三     |
| マクスウェル・ポーター上院議員 | デヴィッド・トレス       | 加藤正之     |
| アン・フィッツジェラルド       | レノア・カスドーフ       | 上田みゆき   |
| トラウ将軍                     | ジェームズ・ホン         | 仲木隆司     |
| ヴィン                         | アーニー・オルテガ       | 内海賢二     |
| ジャック                       | ピエリーノ・マスカリーノ |              |
| マスッチ                       | エリック・アンダーソン   |              |
| カーター                       | ジョセフ・カーベリー     |              |
| ダルトン                       | アヴィ・クレインバーガー |              |
| ランダル                       | ウィリー・ウィリアムズ   |              |
| GI                             | リック・セグレト         |              |
| パール夫人                     | ベラ・フローレス         |              |
| ベトナム・ビジネスマン#1       | ギル・アルセオ           |              |
| ベトナム・ビジネスマン#2       | ロジャー・ダンティズ     |              |

- テレビ東京版：初回放送1986年10月9日『木曜洋画劇場』
- 翻訳： たかしまちせこ、演出： 清水勝則、日本語版制作： ザック・プロモーション
- その他声の出演： 村山明、若本紀昭、稲葉実、秋元羊介、田原アルノ、小野健一、羽村京子、深見理佳
  - DVD 『吹替の名盤』シリーズ HDリマスター版に収録（20世紀フォックス・ホーム・エンターテイメント・ジャパン、2015年9月2日発売、約94分）